# Myron L. Good
Myron Lindsay (Bud) Good (25 octobre 1923 - 26 février 1999) est un physicien américain, professeur de physique à l'Université du Wisconsin à Madison et à l'Université Stony Brook.

## Biographie
Les recherches de Good couvrent un large éventail de sujets en physique des particules. Il effectue d'importants travaux sur la fusion catalysée par les muons, la régénération des kaons, les particules étranges, la diffraction des faisceaux de particules, la phénoménologie du boson W et la technologie des accélérateurs de particules. En dehors de la physique des particules, il développe également une théorie des pulsars en tant qu'étoiles à neutrons en rotation.
Good fait des études de premier cycle à l'Université de Buffalo et à l'Université Cornell, et obtient son doctorat en 1951 de l'Université Duke pour la recherche sur la désintégration bêta. Sa thèse de doctorat est supervisée par Henry Winston Newson. Après avoir travaillé comme chercheur scientifique à l'Université de Californie à Berkeley, Good devient membre du corps professoral de l'Université du Wisconsin en 1959 et déménage à Stony Brook en 1967. À Stony Brook, il dirige le groupe de physique expérimentale des particules; il prend sa retraite en 1992.
Il est élu en 1963 membre de la Société américaine de physique. Thomas Binford (en) et Stanley Wojcicki (en) sont ses doctorants.